# Pták Rosomák
A Pták Rosomák a cseh Olympic együttes 1969-ben megjelent második nagylemeze, melyet a Supraphon adott ki. Katalógusszám: 0 13 0589 (mono), 1 13 0589 (stereo). Az eredeti hanglemez-kiadványhoz egy melléklet is tartozik. 1990-ben újra kiadták hanglemezen, 2005-ben pedig CD-n is megjelent a felújított változata.

## Az album dalai

### A oldal
1. Krásná neznámá (Petr Janda/Pavel Chrastina) – 2:30
2. Ikarus blues (Ladislav Klein/Zdeněk Rytíř) – 5:00
3. Báječné místo (Petr Janda/Pavel Chrastina) – 4:30
4. Everybody (Petr Janda/Pavel Chrastina) – 3:50
5. O půlnoci (Petr Janda/Pavel Chrastina) – 2:50
6. Pták Rosomák (Petr Janda/Pavel Chrastina) – 2:51

### B oldal
1. Tvé neklidné svědomí (Petr Janda/František Ringo Čech) – 3:30
2. Čekám na zázrak (Petr Janda/Pavel Chrastina) – 2:55
3. Z bílé černou (Petr Janda/Pavel Chrastina) – 2:45
4. Pohřeb své vlastní duše (Petr Janda/Pavel Chrastina) – 4:05
5. Kamenožrout zelený (Petr Janda/Pavel Chrastina) – 3:45
6. Svatojánský happening (Petr Janda/Pavel Chrastina) – 2:25